# 路德圍
路德圍（英語：Lo Tak Court），是香港新界荃灣的一條道路，名稱沿自街道旁的路德會聖十架學校，其南邊入口始於海壩街。路德圍周邊設有多間食肆及甜品店，是荃灣著名的食街。原址前身是1960年代末初清拆的荃灣河背村。

## 俗稱
雖然路德圍本義上只是一條街道名稱，但由於其周邊均劃為行人專用街道，四周亦被單幢式的住宅大廈群包圍，位於樓群中央的路德圍遂成為荃灣居民對整個區域的統稱。廣義上的「路德圍」東至大河道，南至海壩街，西至福來邨，北至青山公路－荃灣段。路德圍四通八達，除了建有行人天橋連接南豐中心、港鐵荃灣站、荃新天地等地方，其毗鄰福來邨、沙咀道遊樂場及港鐵站的獨特地理環境，亦使路德圍成為一個人流聚集的地區。

### 樓宇
路德圍被規劃為一個以單幢大廈為主的商住區，區內大廈全部皆落成於1970年代，其中主要為設有升降機的洋樓群，亦有數幢只設有樓梯的傳統唐樓分佈於路德圍南面。

### 街道

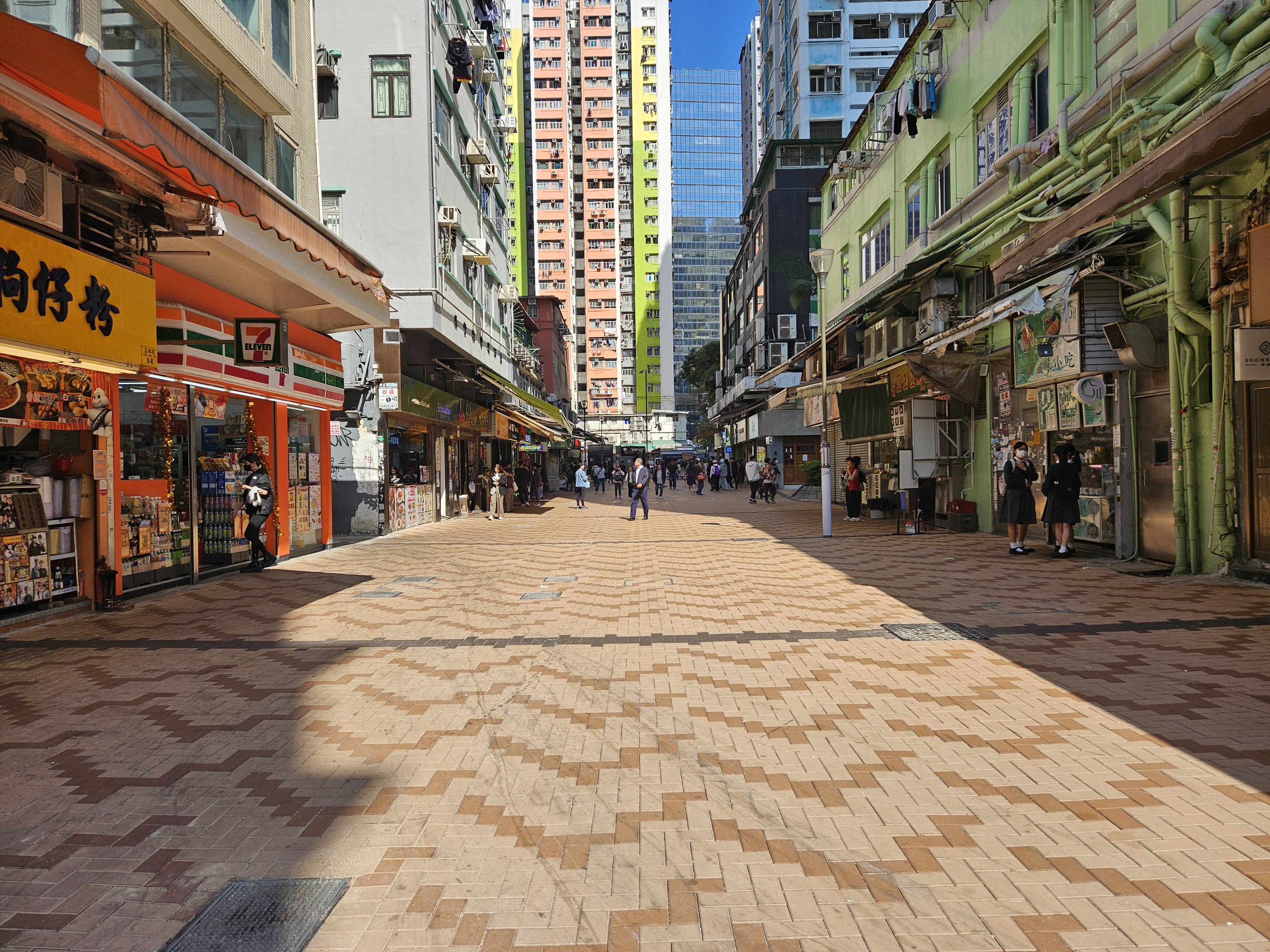
荃興徑

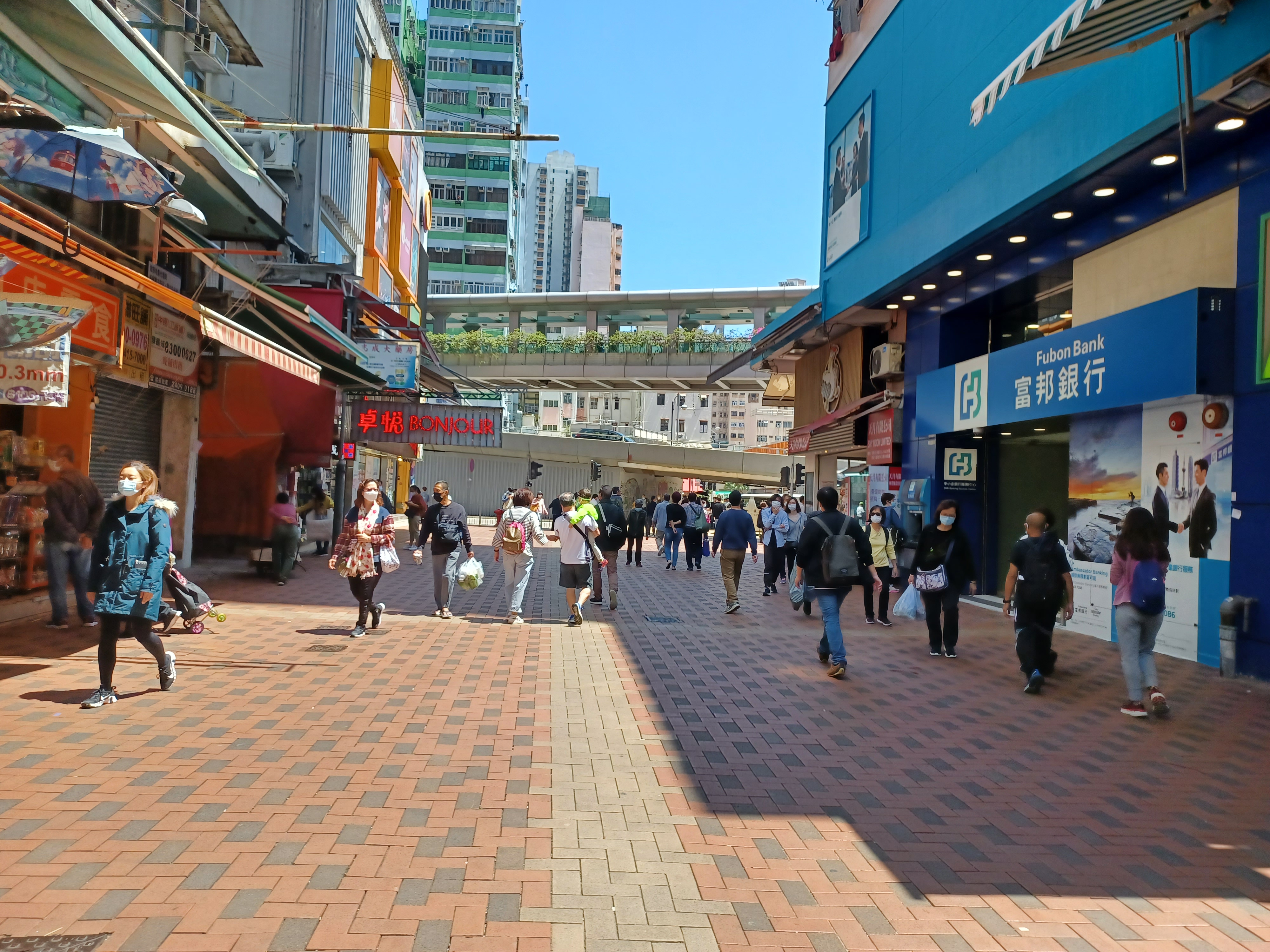
安榮街

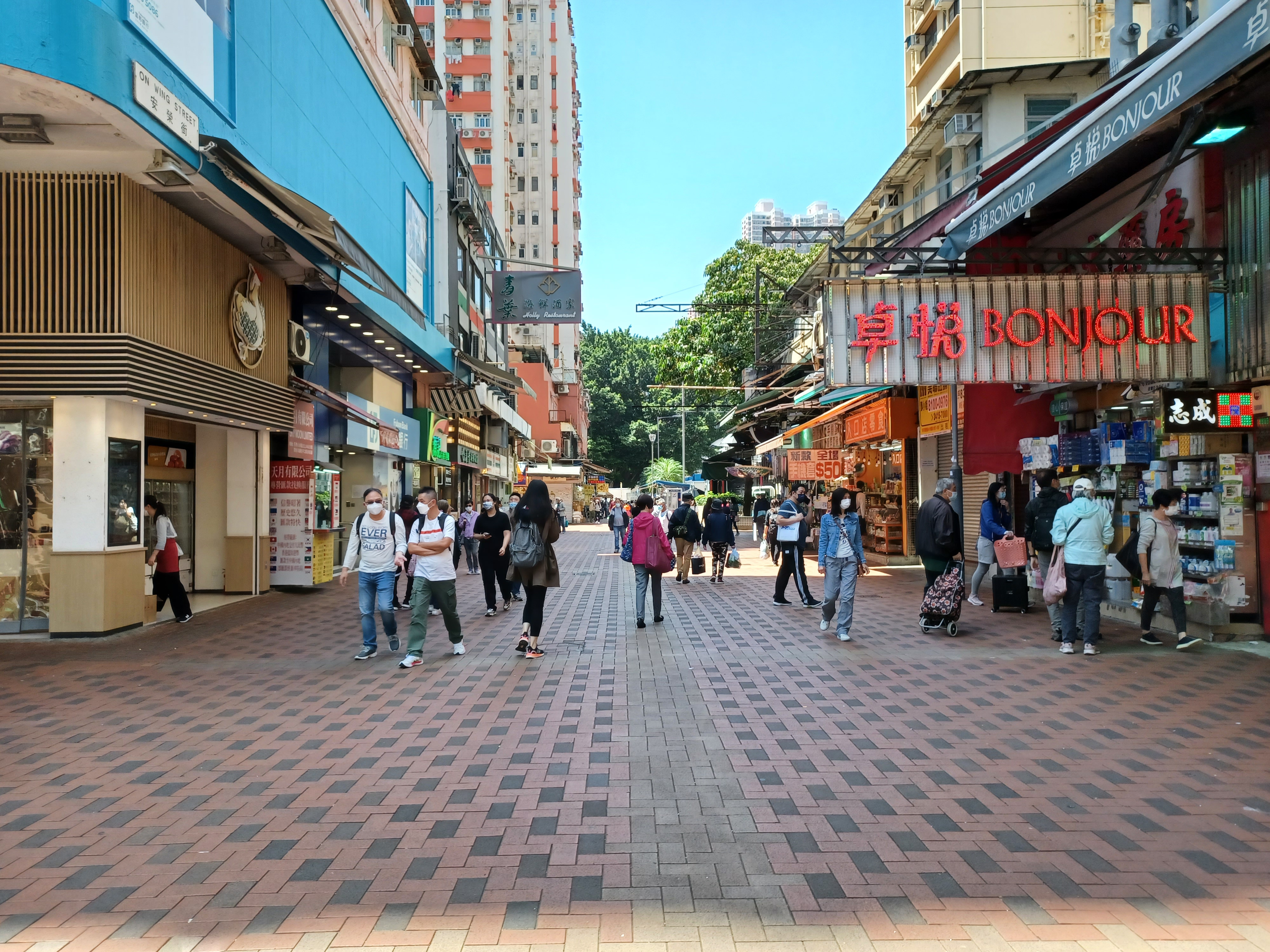
安榮街

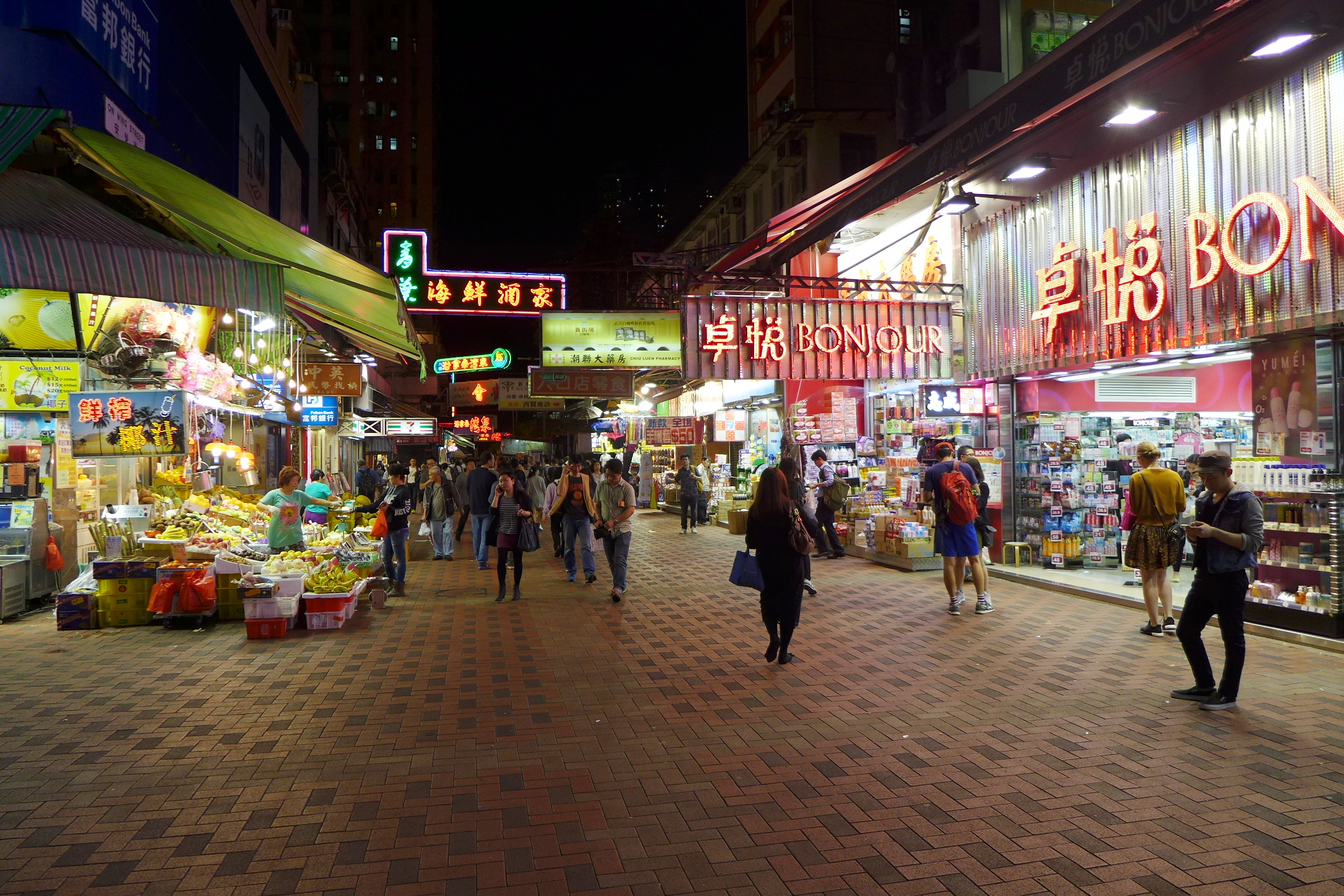
晚上的安榮街

路德圍區內除路德圍一條街道可供行車，其餘皆為行人專用街道，街道全部呈直向或橫向（由北至南排列）：

#### 直向
- 建明街
- 富華街
- 運通街
- 富榮街
- 荃興徑

#### 橫向
- 登發街
- 安榮街
- 昌泰街

其中平均人流最高的是連接大河道行人過路處的安榮街，附近連接青山公路的運通街及連接海壩街的荃興徑亦分享到不少人流。

## 食街及夜市
基於路德圍的規劃有利聚集人流，路德圍周邊近年漸漸有不少食肆及甜品店進駐，使之成為荃灣區駐名的食街，入夜後各食店往往出現輪候群眾，甚至吸引傳媒爭相報導。自大河道行人天橋系統於2013年落成啟用後，由於其中兩個出口設於大河道近安榮街（升降機）以及昌泰街（樓梯），亦間接將人流帶到一大河道之隔的鱟地坊「士林食街」。

## 鄰近地方
- 荃灣站
- 福來邨
- 力生廣場
- 荃錦中心
- 南豐中心
- 路德會聖十架學校
- 荃灣官立中學
- 海壩街官立小學
- 荃灣潮州公學